# Leonding
Leonding (německy  ˈleːɔndɪŋ), je rakouské okresní město ve spolkové zemi Horní Rakousy. Leží v nadmořské výšce 287 m, 6 km jihozápadně od Lince. Žije zde přibližně 29 tisíc obyvatel. Je čtvrtým největším městem Horních Rakous.

## Historie
Za napoleonských válek bylo město vícekrát obsazeno. Zkušenosti z těchto válek vedly k úvaze vybudovat obranné body v podobě obranných věží. Z 27 věží, které byly vybudovány, se 6 nachází na území města a mnohé nich jsou využívány k bydlení nebo jako firmy.

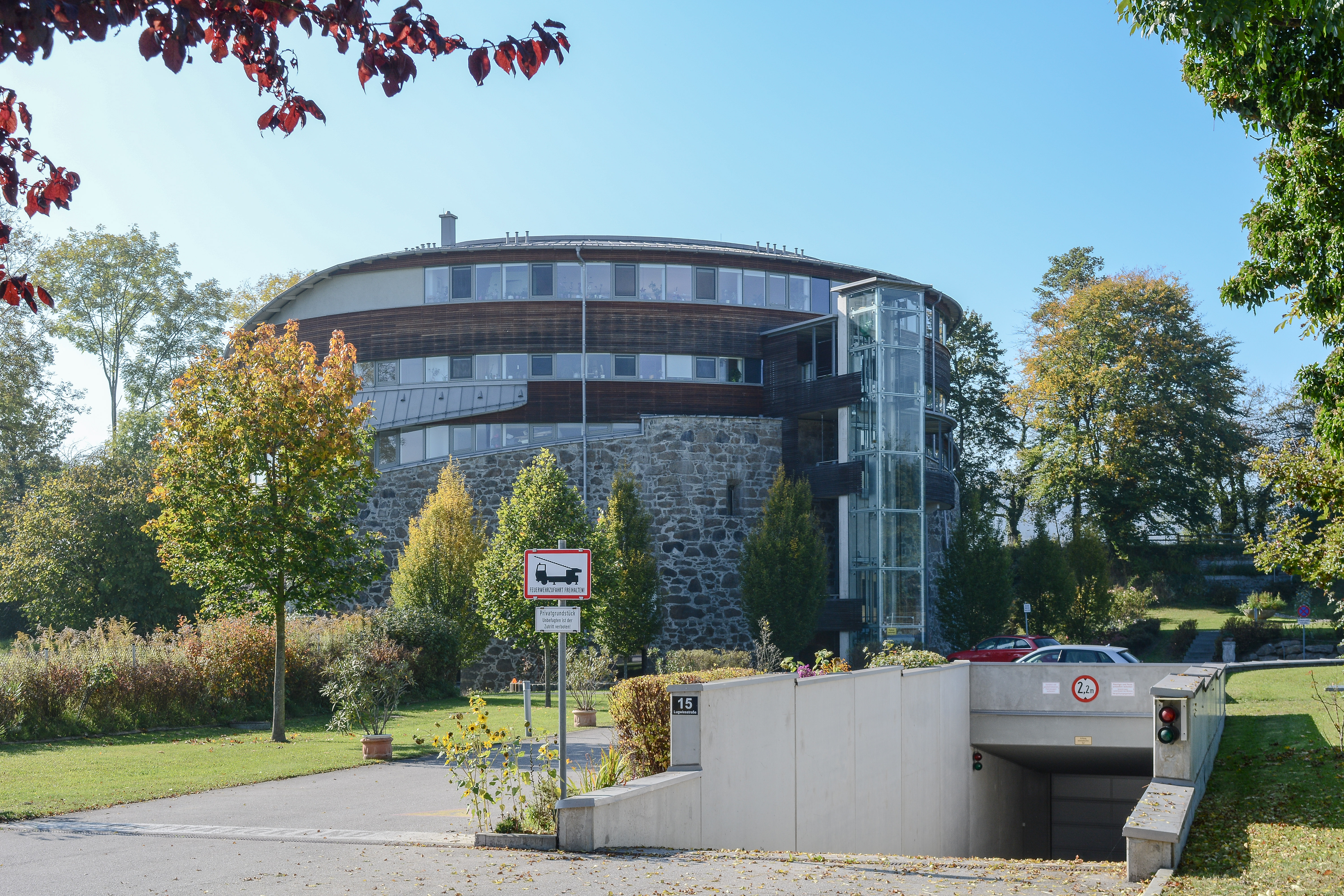
Leonding věž 12 – zachovaná obranná věž

Od roku 1858 byla přes Leonding budována Dráha císařovny Alžběty, zastávka však byla vybudována až v roce 1881.

## Významné osobnosti
V Leondingu žil v letech 1898 až 1905 Adolf Hitler. Jsou zde pohřbeni jeho rodiče a bratr Edmund. Hitlerův otec - alkoholik zemřel zde v místním baru při popíjení sklenky vína na infarkt nebo mrtvici.

### Rodáci
- Gerhard Haderer (* 1951), karikaturista
- Gertrud Fusseneggerová (1912–2009), spisovatelka
- Anna Mitgutschová (* 1948), spisovatelka